# Courtaman
Courtaman är en ort i kommunen Courtepin i kantonen Fribourg, Schweiz. Courtaman var tidigare en egen kommun, men den 1 januari 2003 inkorporerades den i Courtepin.